# 籾木卿太郎
籾木 卿太郎（もみき きょうたろう / けいたろう、1867年12月18日（慶応3年11月23日） - 1916年（大正5年）8月7日）は、日本の医師。政治家、衆議院議員（1期）。

## 経歴
日向国諸県郡高岡郷、のちの宮崎県北諸県郡高岡町（現宮崎市）で生まれた。1887年（明治20年）鹿児島県立医学校(現・鹿児島大学医学部)卒。医師となり、東諸県郡医会長、郡医、校医、日本赤十字社準備医員嘱託となる。
1904年（明治37年）第9回衆議院議員総選挙において宮崎県から立憲政友会公認で立候補して当選した。衆議院議員を1期務め、1908年の第10回衆議院議員総選挙は不出馬。1916年に死去した。